# 緑川源治
緑川 源治（みどりかわ げんじ、1953年12月11日 - ）は、日本の経営者。松屋フーズ社長を務めた。茨城県出身。

## 経歴・人物
1980年に日本大学商学部を卒業し、1980年に松屋フーズに入社した。1988年4月に取締役に就任し、2006年6月に常務、2007年6月に専務を経て、2008年6月に副社長に就任し、2009年6月には社長に昇格。2016年6月には副会長に就任。